# Amblypodia albopunctata
Amblypodia albopunctata är en fjärilsart som beskrevs av William Chapman Hewitson 1869. Amblypodia albopunctata ingår i släktet Amblypodia och familjen juvelvingar. Inga underarter finns listade i Catalogue of Life.